# P献金
P献金（ピーけんきん）またはプレジデント献金は、公明党所属議員による献金の一種とされており、民主党の石井一が国会答弁の場でこう呼んだことからつけられている。プレジデントとは公明党の支持母体である創価学会の名誉会長池田大作を指しているとされる。

## 概要
P献金の名称は下記2007年に石井一が名づけた。

### 参議院予算委員会での答弁
2007年10月16日の参議院予算委員会で石井一（当時、民主党）が、福本潤一から得た情報として献金疑惑に言及。公職選挙法違反や政教分離原則に反するのではないかとして内閣総理大臣福田康夫に意見を求めた。国会審議や速記が数回にわたりストップした。また石井は国会に参考人として福本を招致する旨、福本も応じているとの内容を発言した。
公明党を代表する形で答弁に立った山口那津男は石井の質問に対し抗議、国土交通大臣として大臣席にいた冬柴鐵三は「P献金」の存在を否定した。

### 週刊新潮での掲載
「週刊新潮」（2007年11月1日号）で「もともとP献金は、名誉会長の海外出張の餞別としてお金を包んだのが始まり。最近は池田の会長就任記念日(5月3日)や学会の創立記念日(11月18日)などに送るのが慣例となっています。議員個人が献上するケースもありますが、私の場合はグループで贈っていました。予算は1回約50万円で、1人当たりの予算は6、7万円。名誉会長の秘書室長から、コーヒーカップ50セット、ネクタイ50本などという風に指示されました。地方の学会員が上京して本部に来たときにお土産として使うのです」という福本の発言を掲載した。